# Classe Arleigh Burke
Pour les articles homonymes, voir Arleigh Burke (homonymie).
La classe Arleigh Burke (nommée aussi DDG-51 selon le numéro de nomenclature US Navy du bâtiment tête de série) est la plus récente des classes de destroyers américains. Cette classe de bâtiments multirôles équipés du système de combat Aegis a progressivement remplacé l'ensemble des destroyers américains.

## Historique

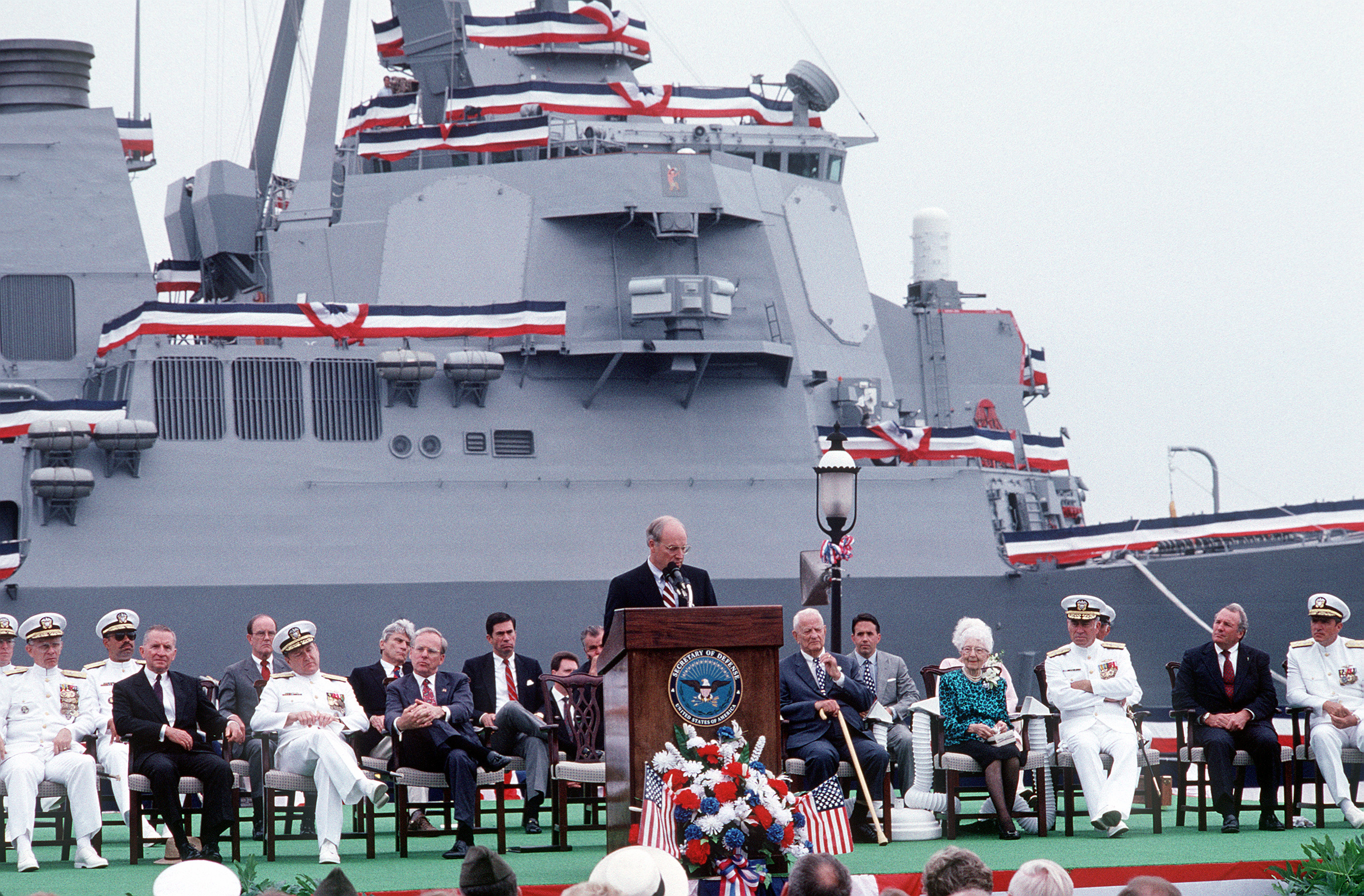
Le secrétaire à la Défense Dick Cheney prononçant un discours en 1991 à l'occasion d'une cérémonie de mise à flot du premier Aegis de classe Arleigh Burke.

La première unité est entrée en service en juillet 1991 et la série dont les plans ont été dessinés par Gibbs & Cox construite dans deux chantiers navals, Bath Iron Works (General Dynamics) et Huntington Ingalls Industries, devait comprendre, selon les planifications en 2012, au moins 93 unités, et selon celle de 2016, pas moins de 120 bâtiments, constituant ainsi la classe de destroyers la plus nombreuse depuis la Seconde Guerre mondiale.
Le navire le plus connu de cette classe est l'USS Cole, qui fut endommagé à la suite d'une attaque suicide au Proche-Orient.
Fin août 2008, l'US Navy demande huit Arleigh Burke supplémentaires, d'une version améliorée Flight IIIB portant éventuellement une pièce d'artillerie navale Advanced Gun System de 155 mm développée pour la classe Zumwalt. Cette demande fut acceptée, portant alors le nombre de navires prévus à 70 exemplaires mais, depuis 2016, l'avenir de cette pièce d'artillerie est incertain vu que le programme d'obus spécifiquement conçu pour elle est stoppé.

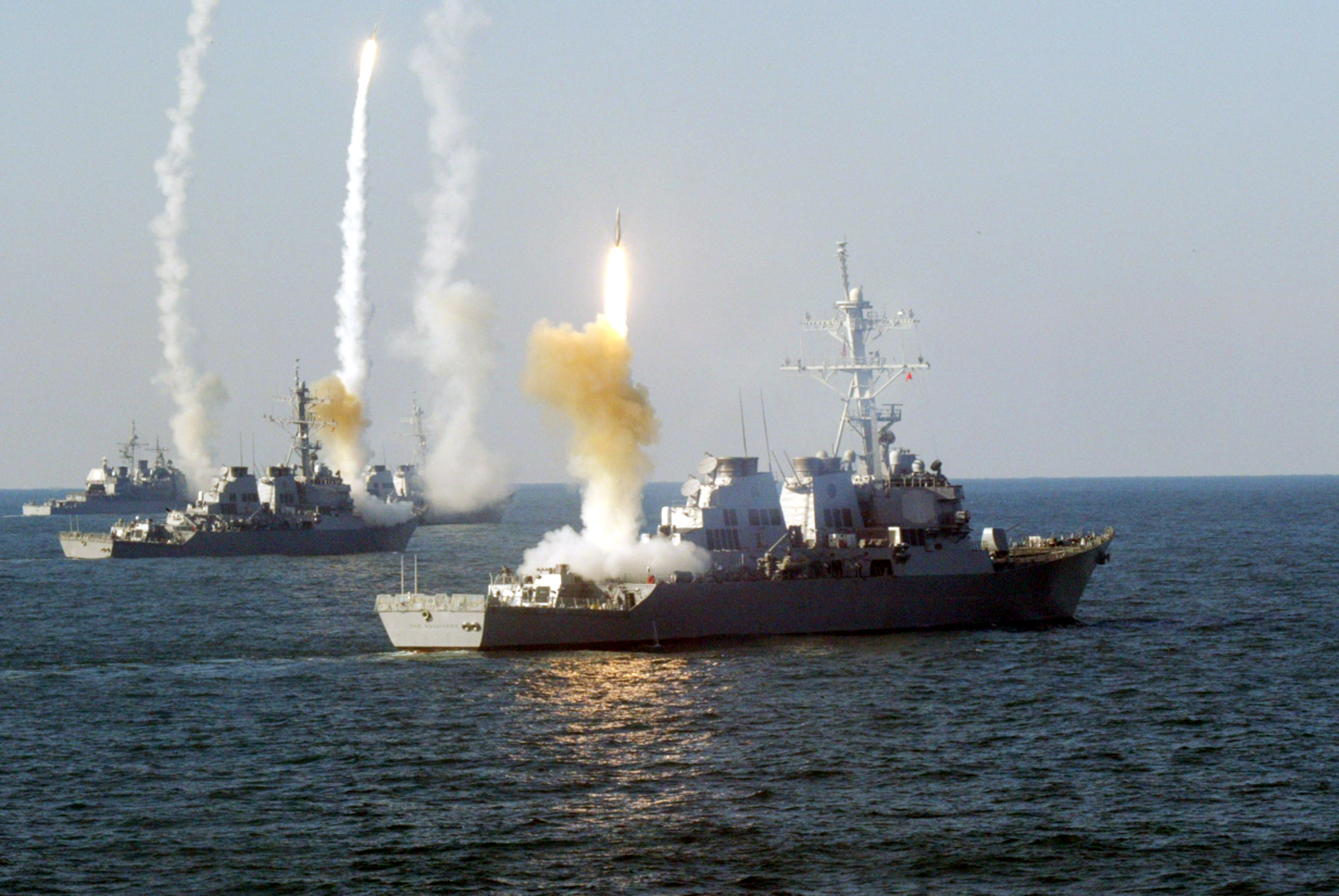
Tir coordonné par le système de combat Aegis d'une salve de missiles sol-air RIM-66 Standard par trois destroyers de la classe Arleigh Burke et un croiseur de la classe Ticonderoga en 2003.

En octobre 2009, 58 bâtiments sont livrés et alors qu'à l'origine, la série devait s'arrêter avec le DDG-112, les premiers contrats concernant la 63e unité, le DDG-113 William S. Sims, ont été signés en décembre 2009. En juin 2013, la marine américaine a 62 destroyers à flot, quatre en construction et dix autres sont en commande. Deux entrent en service par an dans les années 2010. Le 70e est mis sur cale le 21 février 2017.
À partir de la 80e unité, une nouvelle variante, nommée Arleigh Burke Flight III, est prévue. Les trois premières unités sont programmées pour des livraisons à partir de 2023 (DDG-124 et 126 chez BIW, DDG-125 chez HII qui est le premier commissionné le 7 octobre 2023). Plus de 40 bâtiments de ce type devraient être construits.
Les premiers exemplaires devraient quitter le service à partir de 2026 sauf rénovation
.
La Force maritime d'autodéfense japonaise a en service, en 2011, quatre unités de la classe Kongo et deux de la classe Atago dérivés de la classe Arleigh Burke.

## Caractéristiques

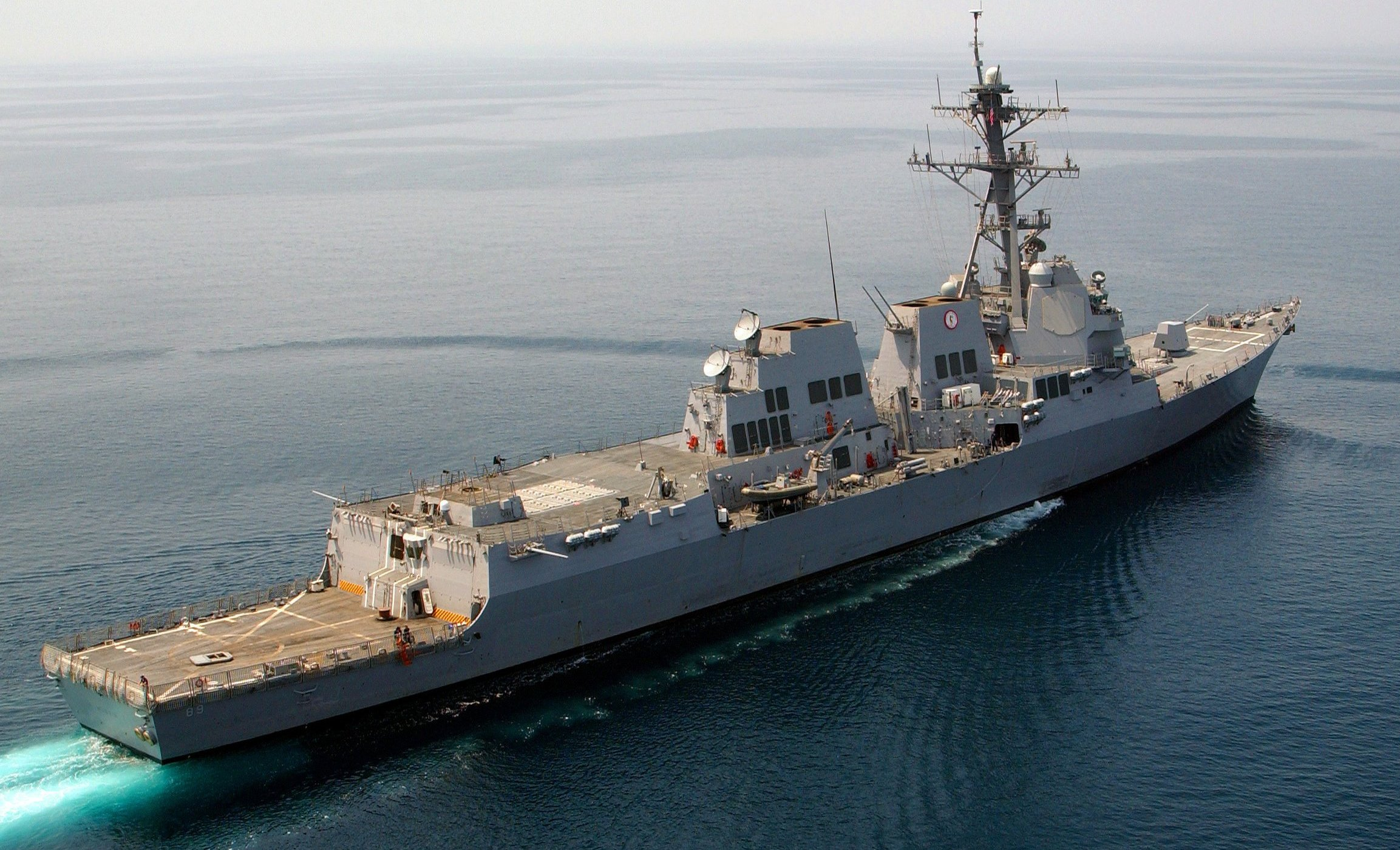
L'USS Mustin (DDG-89), unité de la deuxième tranche.

C'est sur cette classe que l'United States Navy a mis en œuvre pour la première fois les techniques de furtivité. C'est également la première classe de navires américains bénéficiant d'une protection NBC.
Les navires de cette classe sont chargés principalement de la défense antiaérienne dans les escadres mais peuvent également attaquer des cibles terrestres et navales à l'aide de missiles de croisière et de Harpoons, ces derniers n'étant, dans les années 2000, plus systématiquement embarqués.
Environ 70 tonnes de kevlar servent au blindage notamment des compartiments propulsion.
Le coût de ces navires dont les contrats ont été signés entre 1985 et 2002 varie, en dollars courants, entre 162 millions (contrat pour le DDG-52 en 1987) et 562,4 millions de dollars (contrat pour le DDG-112 en 2002),
En 2008, les dépenses de fonctionnement annuelles par navire sont estimées à 25 millions de dollars, dont 13 sont alloués à l’équipage de 300 personnes.
Le coût total du programme pour 75 navires est estimé, fin 2010, à 88,4 milliards de dollars jusqu'en 2017.
La classe Arleigh Burke, qui se décline en 2018 en trois versions Flight I et Flight II pour les 28 premiers, Flight IIA pour les suivants, verra 6 Flight IIA mod qui serviront d’intermédiaire vers la prochaine évolution de ce type de bâtiment. Il s’agira du Flight III, doté d’une propulsion électrique et de nouveaux radars, pour lequel 22 destroyers doivent être construits d’ici 2030. Le premier étant le DDG-125, dont la construction a commencé en mai 2018 
Les radars AN/SPY-1D basés sur des antennes octogonales de 3,66 m (12 pieds) en service depuis l'entrée en service de cette classe émettent sur bande S et bande X de 3,1 à 3,5 GHz, avec une puissance crête de 4 à mégawatt, pour une puissance moyenne de 58 à 66 kW selon les versions. Ils doivent être remplacés sur les Flight III par des AN/SPY-6(v) développés dans le cadre du programme AMDR (Air and Missile Defense Radar) d'un coût, pour la production en série, de 300 millions de dollars l'unité qui s'articule autour de quatre antennes octogonales de 4,27 m (14 pieds) qui seraient disponibles à partir de 2019. Cela nécessite une augmentation de la puissance du générateur du navire de 3 à 4 mégawatts et une augmentation de 50 % de l'installation d'air conditionné.
Cela portera donc la série des Burke à 93 bâtiments, l'une des classes les plus nombreuses de l'histoire de la marine de guerre des États-Unis.
Le département de la Défense réfléchit déjà à la suite puisque, pour remplacer les croiseurs de la classe Ticonderoga, un Flight IV est annoncé, avec 21 destroyers livrables à compter de 2032. Toutefois, même si, pour l’heure, ces navires sont présentés comme une continuité des Arleigh Burke, ils devraient être quand même très différents puisque 40 ans les sépareront de la tête de série.
Fin 2014, le USS Wayne E. Meyer (DDG-108) passe en chantier pour être modernisé et renforcer sa furtivité. L’US Navy évoque l’emploi de matériaux absorbant les ondes radar ainsi que de modifications de design et d’angles sur certains éléments.
Le 20 avril 2017, la Marine américaine annonce qu'elle va intégrer le SEASABER Increment 1 (High Energy Laser with Integrated Optical-dazzler and Surveillance (HELIOS)), un laser de 60 à 120 kW conçu par Lockheed Martin Aculight Corporation, sur un destroyer de la classe Arleigh Burke Vol IIA en 2020,. C'est l'USS Preble (DDG 88) qui en sera équipé lors de travaux de modernisation entre octobre 2020 et février 2022.
Après 2024, les canons CIWS Mk-15 Phalanx seront débarqués progressivement au profit de lanceurs SeaRAM ou Mk-49 pour 11 missiles RIM-116 RAM.
Les navires de la série Flight I ont une durée de vie de 35 ans, ceux des Flight II et Flight IIA 40 ans, et il y a débat début 2020 pour porter leur durée de service à 45 ans, ce qui n'est pas programmé à cette date.
Pour les navires servant la VIe flotte en 2024, l'armement en configuration dite Rota embarque un panachage de missiles comme suit :
11 RIM-116 RAM Block 2 sur un lanceur Mk-49 RAM, dans les 90 cellules Mk-41 VLS:  32 RIM-162 ESSM (Quad-Pack); 16 BGM-109 Tomahawk, 40 RIM-156 Standard (SM-2ER Block IV), 12 RIM-174 Standard ERAM (SM-6), 8 RIM-161 Standard (SM-3), 6 RUM-139 VL-ASROC et 8 RGM-84 Harpoon dans 2 lanceurs Mk-141 quadruples bientôt remplacés par des Naval Strike Missile.Le coût de l'arsenal coûterait en 2024 environ 420 millions de $ par bâtiment.

## Liste des navires
| Nom                                              | Immatriculation | Chantier             | Date de lancement | Mise en service   | Port d'attache [Quand ?] | Statut     |
| Flight I                                         | Flight I        | Flight I             | Flight I          | Flight I          | Flight I                 | Flight I   |
| ------------------------------------------------ | --------------- | -------------------- | ----------------- | ----------------- | ------------------------ | ---------- |
| Arleigh Burke                                    | DDG-51          | Bath Iron Works      | 16 septembre 1989 | 4 juillet 1991    | Norfolk                  | En service |
| Barry                                            | DDG-52          | Ingalls Shipbuilding | 8 juin 1991       | 12 décembre 1992  | Norfolk                  | En service |
| John Paul Jones                                  | DDG-53          | Bath Iron Works      | 26 octobre 1991   | 18 décembre 1993  | San Diego                | En service |
| Curtis Wilbur                                    | DDG-54          | Bath Iron Works      | 16 mai 1992       | 19 mars 1994      | Yokosuka (Japon)         | En service |
| Stout                                            | DDG-55          | Ingalls Shipbuilding | 16 octobre 1992   | 13 août 1994      | Norfolk                  | En service |
| John S. McCain                                   | DDG-56          | Bath Iron Works      | 26 septembre 1992 | 2 juillet 1994    | Yokosuka (Japon)         | En service |
| Mitscher                                         | DDG-57          | Ingalls Shipbuilding | 7 mai 1993        | 10 décembre 1994  | Norfolk                  | En service |
| Laboon                                           | DDG-58          | Bath Iron Works      | 20 février 1993   | 18 mars 1995      | Norfolk                  | En service |
| Russell                                          | DDG-59          | Ingalls Shipbuilding | 20 octobre 1993   | 20 mai 1995       | Pearl Harbor             | En service |
| Paul Hamilton                                    | DDG-60          | Bath Iron Works      | 24 juillet 1993   | 27 mai 1995       | Pearl Harbor             | En service |
| Ramage                                           | DDG-61          | Ingalls Shipbuilding | 11 février 1994   | 22 juillet 1995   | Norfolk                  | En service |
| Fitzgerald                                       | DDG-62          | Bath Iron Works      | 29 janvier 1994   | 14 octobre 1995   | Yokosuka (Japon)         | En service |
| Stethem                                          | DDG-63          | Ingalls Shipbuilding | 17 juillet 1994   | 21 octobre 1995   | Yokosuka (Japon)         | En service |
| Carney                                           | DDG-64          | Bath Iron Works      | 23 juillet 1994   | 13 avril 1996     | Mayport                  | En service |
| Benfold                                          | DDG-65          | Ingalls Shipbuilding | 9 novembre 1994   | 30 mars 1996      | San Diego                | En service |
| Gonzalez                                         | DDG-66          | Bath Iron Works      | 18 février 1995   | 12 octobre 1996   | Norfolk                  | En service |
| Cole                                             | DDG-67          | Ingalls Shipbuilding | 10 février 1995   | 8 juin 1996       | Norfolk                  | En service |
| The Sullivans                                    | DDG-68          | Bath Iron Works      | 12 août 1995      | 19 avril 1997     | Mayport                  | En service |
| Milius                                           | DDG-69          | Ingalls Shipbuilding | 1er août 1995     | 23 novembre 1996  | San Diego                | En service |
| Hopper                                           | DDG-70          | Bath Iron Works      | 6 janvier 1996    | 6 septembre 1997  | Pearl Harbor             | En service |
| Ross                                             | DDG-71          | Ingalls Shipbuilding | 22 mars 1996      | 28 juin 1997      | Norfolk                  | En service |
| Flight II                                        |                 |                      |                   |                   |                          |            |
| Mahan                                            | DDG-72          | Bath Iron Works      | 29 juin 1996      | 2 février 1998    | Norfolk                  | En service |
| Decatur                                          | DDG-73          | Bath Iron Works      | 10 novembre 1996  | 29 août 1998      | San Diego                | En service |
| McFaul                                           | DDG-74          | Ingalls Shipbuilding | 18 janvier 1997   | 25 avril 1998     | Norfolk                  | En service |
| Donald Cook                                      | DDG-75          | Bath Iron Works      | 3 mai 1997        | 4 décembre 1998   | Norfolk                  | En service |
| Higgins                                          | DDG-76          | Bath Iron Works      | 4 octobre 1997    | 24 avril 1999     | San Diego                | En service |
| O'Kane                                           | DDG-77          | Bath Iron Works      | 28 mars 1998      | 23 octobre 1999   | Pearl Harbor             | En service |
| Porter                                           | DDG-78          | Ingalls Shipbuilding | 12 novembre 1997  | 20 mars 1999      | Norfolk                  | En service |
| Flight IIA: variante avec canon de 5"/54         |                 |                      |                   |                   |                          |            |
| Oscar Austin                                     | DDG-79          | Bath Iron Works      | 7 novembre 1998   | 19 août 2000      | Norfolk                  | En service |
| Roosevelt                                        | DDG-80          | Ingalls Shipbuilding | 10 janvier 1999   | 14 octobre 2000   | Mayport                  | En service |
| Flight IIA: variante avec canon de 5"/62         |                 |                      |                   |                   |                          |            |
| Winston S. Churchill                             | DDG-81          | Bath Iron Works      | 17 avril 1999     | 10 mars 2001      | Norfolk                  | En service |
| Lassen                                           | DDG-82          | Ingalls Shipbuilding | 16 octobre 1999   | 21 avril 2001     | Yokosuka (Japon)         | En service |
| Howard                                           | DDG-83          | Bath Iron Works      | 20 novembre 1999  | 20 octobre 2001   | San Diego                | En service |
| Bulkeley                                         | DDG-84          | Ingalls Shipbuilding | 21 juin 2000      | 8 décembre 2001   | Norfolk                  | En service |
| Flight IIA: variante avec canon de 5"/62 et CIWS |                 |                      |                   |                   |                          |            |
| McCampbell                                       | DDG-85          | Bath Iron Works      | 2 juillet 2000    | 17 août 2002      | Yokosuka (Japon)         | En service |
| Shoup                                            | DDG-86          | Ingalls Shipbuilding | 22 novembre 2000  | 22 juin 2002      | Everett                  | En service |
| Mason                                            | DDG-87          | Bath Iron Works      | 23 juin 2001      | 12 avril 2003     | Norfolk                  | En service |
| Preble                                           | DDG-88          | Ingalls Shipbuilding | 1er juin 2001     | 9 novembre 2002   | San Diego                | En service |
| Mustin                                           | DDG-89          | Ingalls Shipbuilding | 12 décembre 2001  | 26 juillet 2003   | Yokosuka (Japon)         | En service |
| Chafee                                           | DDG-90          | Bath Iron Works      | 2 novembre 2002   | 18 octobre 2003   | Pearl Harbor             | En service |
| Pinckney                                         | DDG-91          | Ingalls Shipbuilding | 26 juin 2002      | 29 mai 2004       | San Diego                | En service |
| Momsen                                           | DDG-92          | Bath Iron Works      | 19 juillet 2003   | 18 septembre 2004 | Everett                  | En service |
| Chung-Hoon                                       | DDG-93          | Ingalls Shipbuilding | 15 décembre 2002  | 18 septembre 2004 | Pearl Harbor             | En service |
| Nitze                                            | DDG-94          | Bath Iron Works      | 3 avril 2004      | 5 mars 2005       | Norfolk                  | En service |
| James E. Williams                                | DDG-95          | Ingalls Shipbuilding | 25 juin 2003      | 11 décembre 2004  | Norfolk                  | En service |
| Bainbridge                                       | DDG-96          | Bath Iron Works      | 13 novembre 2004  | 12 novembre 2005  | Norfolk                  | En service |
| Halsey                                           | DDG-97          | Ingalls Shipbuilding | 9 janvier 2004    | 30 juillet 2005   | San Diego                | En service |
| Forrest Sherman                                  | DDG-98          | Ingalls Shipbuilding | 2 octobre 2004    | 28 janvier 2006   | Norfolk                  | En service |
| Farragut                                         | DDG-99          | Bath Iron Works      | 23 juillet 2005   | 10 juin 2006      | Mayport                  | En service |
| Kidd                                             | DDG-100         | Ingalls Shipbuilding | 22 janvier 2005   | 9 juin 2007       | San Diego                | En service |
| Gridley                                          | DDG-101         | Bath Iron Works      | 28 décembre 2005  | 10 février 2007   | Yokosuka (Japon)         | En service |
| Sampson                                          | DDG-102         | Bath Iron Works      | 16 septembre 2006 | 3 novembre 2007   | San Diego                | En service |
| Truxtun                                          | DDG-103         | Ingalls Shipbuilding | 2 juin 2007       | 25 avril 2009     | Norfolk                  | En service |
| Sterett                                          | DDG-104         | Bath Iron Works      | 19 mai 2007       | 9 août 2008       | San Diego                | En service |
| Dewey                                            | DDG-105         | Ingalls Shipbuilding | 26 janvier 2008   | 6 mars 2010       | Yokosuka (Japon)         | En service |
| Stockdale                                        | DDG-106         | Bath Iron Works      | 10 mai 2008       | 18 avril 2009     | San Diego                | En service |
| Gravely                                          | DDG-107         | Ingalls Shipbuilding | 30 mars 2009      | 20 novembre 2010  | Norfolk                  | En service |
| Wayne E. Meyer                                   | DDG-108         | Bath Iron Works      | 18 octobre 2008   | 10 octobre 2009   | San Diego                | En service |
| Jason Dunham                                     | DDG-109         | Bath Iron Works      | 1er août 2009     | 13 novembre 2010  | Norfolk                  | En service |
| William P. Lawrence                              | DDG-110         | Ingalls Shipbuilding | 15 décembre 2009  | 4 juin 2011       | Yokosuka (Japon)         | En service |
| Spruance                                         | DDG-111         | Bath Iron Works      | 6 juin 2010       | 1er octobre 2011  | San Diego                | En service |
| Michael Murphy                                   | DDG-112         | Bath Iron Works      | 7 mai 2011        | 6 octobre 2012    | Pearl Harbor             | En service |
| Flight IIA Restart                               |                 |                      |                   |                   |                          |            |
| John Finn                                        | DDG-113         | Ingalls Shipbuilding | 28 mars 2015      | 15 juillet 2017   | San Diego                | En service |
| Ralph Johnson                                    | DDG-114         | Ingalls Shipbuilding | 12 septembre 2015 | 24 mars 2018      | Everett                  | En service |
| Rafael Peralta                                   | DDG-115         | Bath Iron Works      | 1er novembre 2015 | 29 juillet 2017   | Yokosuka (Japon)         | En service |

## Dans la culture
Deux de ces bâtiments de guerre sont présents au casting du film Battleship sorti en avril 2012 sur les écrans dont l'histoire se déroule durant l'exercice RIMPAC 2012 avec la participation de la Flotte du Pacifique dont l'USS John Paul Jones (DDG-53), le navire du personnage principal et le cuirassé USS Missouri (BB-63).
L'USS Halsey (DDG-97) a servi pour le tournage de la série télévisée The Last Ship (2014). Dans cette série, il porte le nom fictif de USS Nathan James et le code DDG-151, code actuellement non attribué.
L'USS Roosevelt a été utilisé dans certains épisiodes de la saison 3 de la série télévisée Jack Ryan
La classe Arleigh Buke est présente dans le module DCS : Supercarrier dans le simulateur Digital Combat Simulator

## Bâtiments similaires
- Destroyer Classe Horizon franco-italien.
- Destroyer Type 45 britannique.
- Destroyer Type 052D chinois.

Directement dérivés de la classe Arleigh Burke :
- Destroyer de la classe Alvaro de Bazan espagnol.
- Destroyer de la classe Hobart australien.
- Destroyers de la classe Kongo et Atago japonais.
- Destroyer de la classe Sejong-le-Grand sud-coréen.